# Incredible Bongo Band
Die Incredible Bongo Band (auch: Michael Viner’s Incredible Bongo Band) war eine US-amerikanische Instrumental-Funk-Band in den frühen 1970er Jahren.

## Bandgeschichte
Die Incredible Bongo Band war ein Projekt, das 1972 vom Metro-Goldwyn-Mayer-Produzent und Musiker Michael Viner und dessen Freund und Komponisten Perry Botkin Jr. ins Leben gerufen wurde, als für eine Verfolgungsszene im Film Das Ding mit den zwei Köpfen passende Musik benötigt wurde. Für den Film wurden die Lieder Bongo Rock und Bongolia aufgenommen und auf dem Soundtrack veröffentlicht. Aufgrund ihrer Beliebtheit folgte eine Veröffentlichung als 7-Zoll-Single, die sich wiederum so gut verkaufte, dass ein Album mit dem Titel Bongo Rock 1973 folgte. Das Album wurde in wenigen Tagen in Vancouver mit einer festen Besetzung von Musikern aufgenommen, deren Zusammensetzung aber nicht mehr überliefert ist. Sicher dabei waren der Schlagzeuger Jim Gordon und der Conga-Spieler King Errisson. Die LP verkaufte sich schlechter als durch den guten Verkauf der Single erwartet wurde.
Trotzdem nutzte Michael Viner freie Studiozeit, um ein weiteres Album aufzunehmen, welches 1974 unter dem Namen Return of the Incredible Bongo Band veröffentlicht wurde. Bei den Aufnahmen dieses Albums spielten neben Michael Viner immer unterschiedliche Musiker, die gerade im Studio waren und Zeit und Lust hatten, an dem Projekt teilzunehmen. Auch hier sind nicht mehr alle Mitwirkenden überliefert. Bekannt ist aber noch, dass wieder Jim Gordon und King Errisson sowie Ringo Starr, John Lennon, Bobbye Hall, Hal Blaine, Glen Campbell, Don Coster und Harry Nilsson beteiligt waren. Teilweise wurden bis zu zweistündige, wie Michael Viner sie nennt, „drum wars“ aufgenommen, deren besten Stellen zu Lied-üblichen Längen geschnitten wurden. Nach diesem Album wurde das Projekt nicht weiter verfolgt.

## Stil
Der Stil der Incredible Bongo Band lässt sich als funkige, stark perkussive Instrumentalmusik mit afrikanischen und lateinamerikanischen Einflüssen beschreiben.

## Rezeption
Die musikhistorische Relevanz der Incredible Bongo Band manifestierte sich erst nach deren aktiven Zeit, als im Jahr 1975 der New Yorker DJ und Hip-Hop-Pionier Kool Herc begann, perkussive Liedteile auszudehnen, indem er zwei Platten parallel auflegte und damit die sogenannten Breaks durch Aneinanderreihungen und Wiederholungen zu Breakbeats ausdehnte. Das erste Lied, das er dazu verwendete, war Bongo Rock, dem weitere folgten. Insbesondere die Version der Incredible Bongo Band des Liedes Apache wurde zu einem Favoriten. Diese Lieder wurden als „original breakbeats“ bekannt und auch von weiteren Hip-Hop-Pionieren wie Grandmaster Flash verwendet.
Insbesondere Apache gewann in der frühen Hip-Hop-Szene eine solche Bedeutung, dass Kool Herc es später als Nationalhymne des Hip Hops bezeichnete.
In der Folge wurden Stücke der Incredible Bongo Band vielfach als Grundlage für Breakbeats und Samples im Hip-Hop-, Jungle- und Drum-and-Bass-Genre verwendet. Als frühes Beispiel sei hier Apache der Sugarhill Gang genannt.
Im Jahr 2011 erschien unter dem Bandnamen Shawn Lee’s Incredible Tabla Band das indisch angehauchte Coveralbum Album Tabla Rock. Es beinhaltet ausschließlich Coverversionen der Incredible Bongo Band: das komplette erste Album sowie zwei Stücke des zweiten Albums. Statt Bongos wurden Tablas verwendet, statt Gitarren Sitars.

## Diskografie
- 1973: Bongo Rock
- 1974: Return of the Incredible Bongo Band
- 2006: Bongo Rock (Kompilation)